# Stakčín, Snina
Stakčín este o comună slovacă, aflată în districtul Snina din regiunea Prešov, pe malul râului Cirocha⁠(d). Localitatea se află la altitudinea de 260 m deasupra n.m., se întinde pe o suprafață de 167,75 km2 și în 2017 număra 2.435 de locuitori. Se învecinează cu comuna Gmina Cisna⁠(d).

## Istoric
Localitatea Stakčín este atestată documentar din 1567.

## Demografie
| An:                | 1994 | 2004   | 2014   | 2024   |
| ------------------ | ---- | ------ | ------ | ------ |
| Număr de persoane: | 2460 | 2345   | 2454   | 2351   |
| Diferență:         |      | −4,67% | +4,64% | −4,19% |

| An:                | 2023 | 2024   |
| ------------------ | ---- | ------ |
| Număr de persoane: | 2350 | 2351   |
| Diferență:         |      | +0,04% |